# موت أدونيس (روبنس)
موت أدونيس هي لوحة زيتية للفنان الفلامنكي بيتر بول روبنس رسمها في حوالي 1614، اللوحة معروضة حالياً في متحف إسرائيل.